# Heterometrus tibetanus
Heterometrus tibetanus ist ein chinesischer Skorpion der Familie Scorpionidae.

## Beschreibung
Heterometrus tibetanus ist im Vergleich zu anderen Arten der Gattung Heterometrus ein mittelgroßer Skorpion, adulte männliche Tiere erreichen eine Länge von 85 bis 90 Millimetern. Der Körper ist rötlich-gelb bis rötlich braun gefärbt, die Beine, Cheliceren und das Telson sind heller. Die Kämme des Kammorgans haben 15 bis 16 Zähne. Die Pedipalpen, insbesondere die Chelae sind eher schlank und gegenüber den meisten anderen Arten der Gattung Heterometrus stark verlängert. Das zweite Segment des Metasomas ist länger als breit. Das Telson ist ausgesprochen langgestreckt, mit einer Giftblase, die ebenso lang wie der Giftstachel ist.
Die Art Heterometrus longimanus zeichnet sich ebenfalls durch auffällig langgestreckte Glieder der Pedipalpen aus. Sie kommt in China vor, kann aber von Heterometrus tibetanus durch die schwach ausgeprägten Granulen an der inneren Unterseite ihrer Chelae und die dunklere Färbung unterschieden werden.

## Verbreitung
Die Terra typica von Heterometrus tibetanus wurde in der Erstbeschreibung als das untere Tal des Flusses Kongque He südlich von Burang angegeben. Sie befindet sich im Südwesten der Autonomen Region Tibet und nahe der Grenze zu Nepal auf einer Höhe von mehr als 4.700 Metern über dem Meeresspiegel (30° 39′ N, 81° 27′ O).

## Systematik

### Erstbeschreibung
Die Erstbeschreibung von Heterometrus tibetanus erfolgte im Jahr 2005 durch die Arachnologen Wilson R. Lourenço vom Muséum national d’histoire naturelle in Paris und Jian-xin Qi und Ming-sheng Zhu von der Hebei University in Baoding. Als Grundlage dienten drei im Juli 1931 am Typenfundort gesammelte Exemplare, die sich seit Jahrzehnten in der Sammlung des Museums befanden und schlecht erhalten sind.

### Typmaterial
Der Holotyp und beide Paratypen sind männliche Exemplare. Der Holotyp und ein Paratyp befinden sich in der Sammlung des Pariser Muséum national d’histoire naturelle, ein Paratyp in der Sammlung der Hebei University.

### Etymologie
Der Artname nimmt Bezug auf den Typenfundort, das chinesische Autonome Gebiet Tibet.